# Galeria Autorska

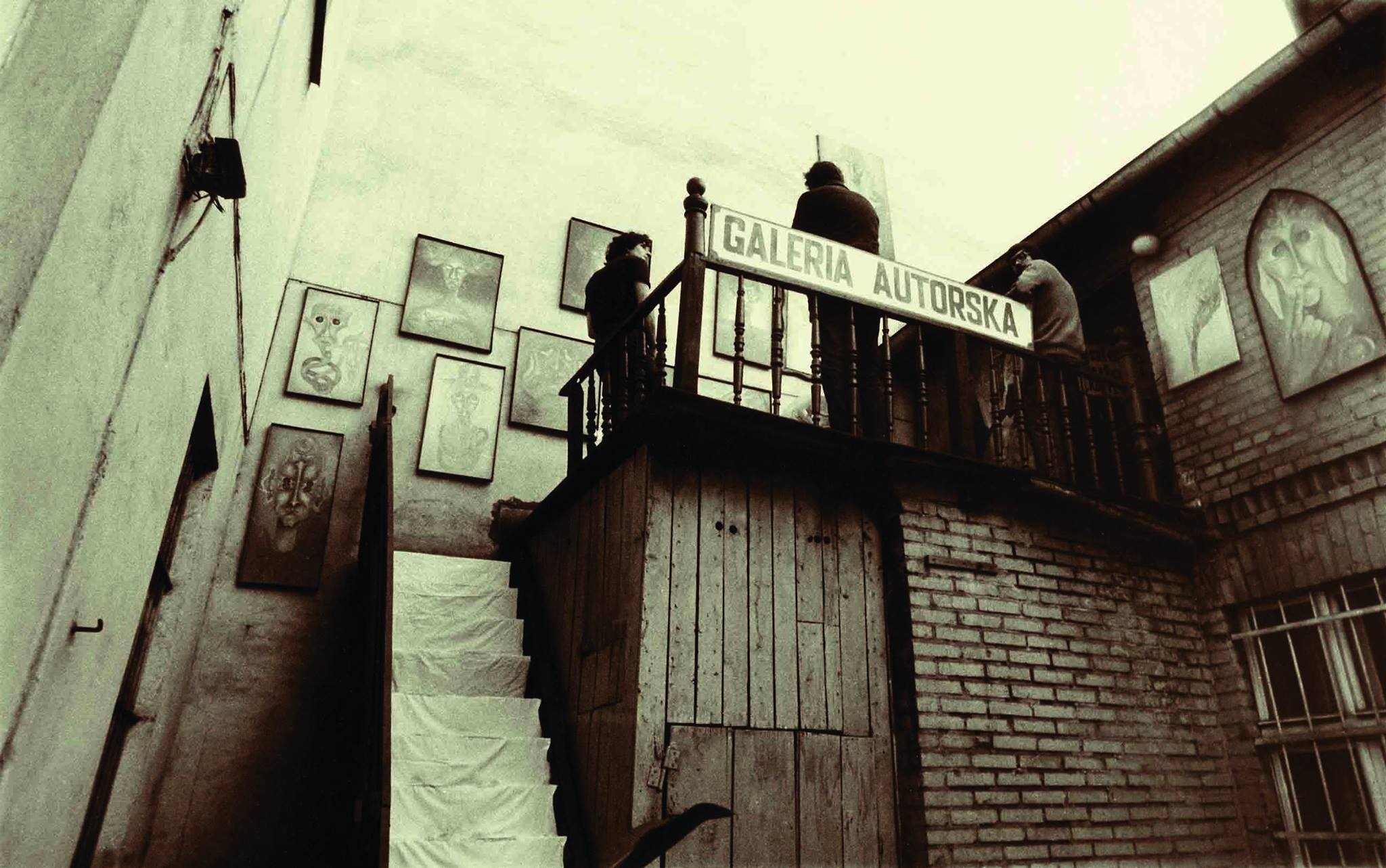
Wnętrze Galerii Autorskiej – pierwsza siedziba przy ul. Dworcowej 98, fot. T. Żmijewski

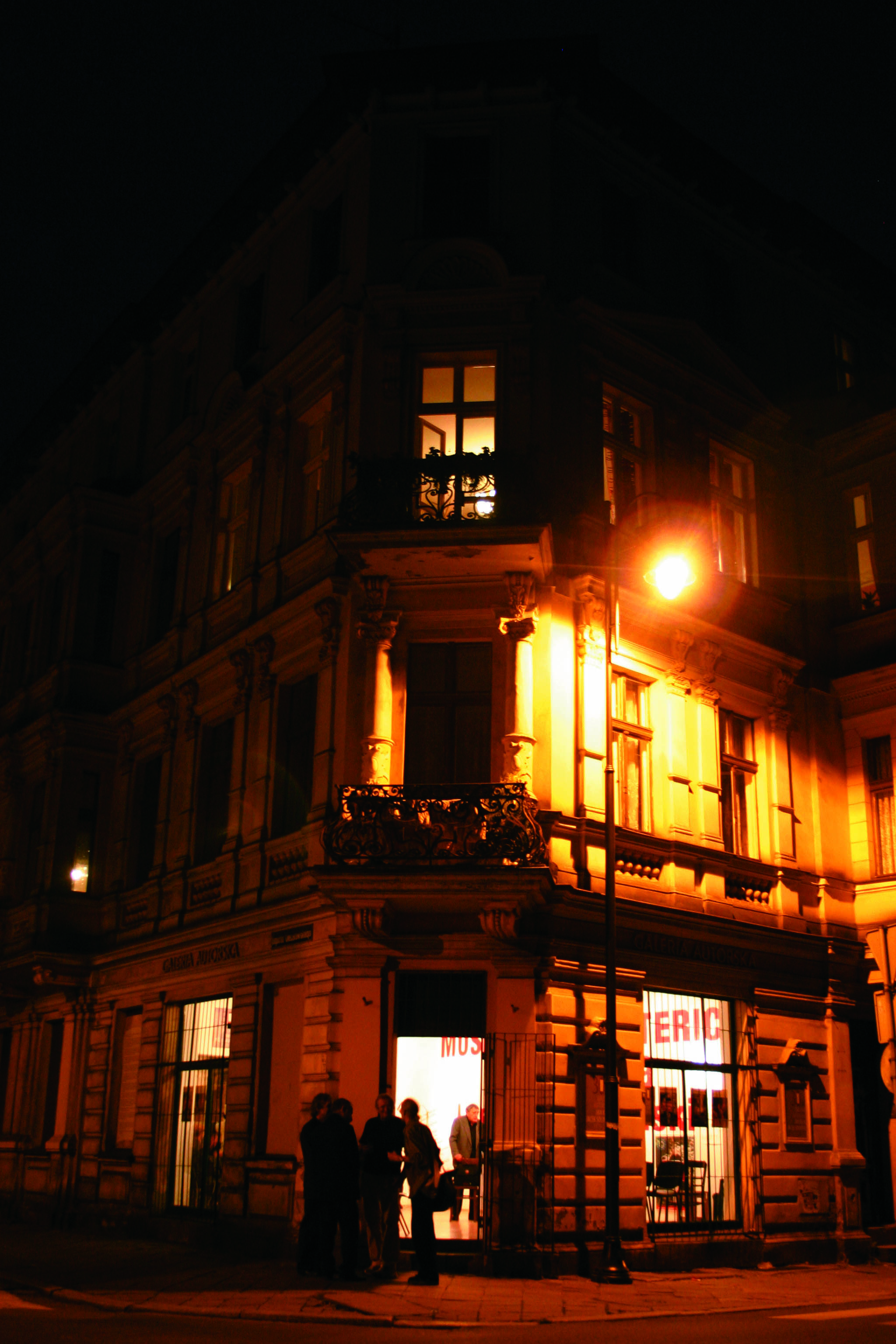
siedziba Galerii Autorskiej przy ul. Pomorskiej 48, fot. K.Solinski

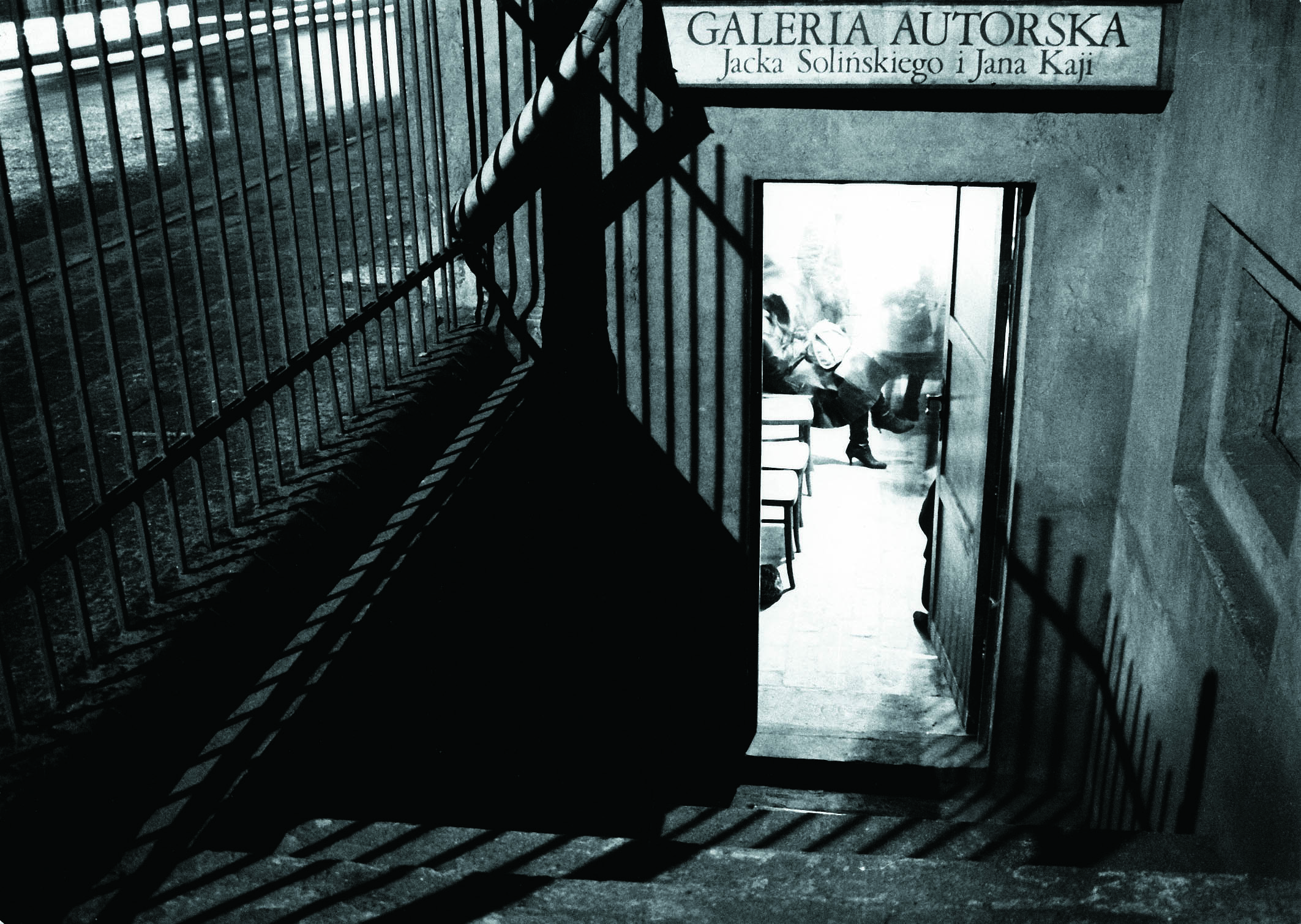
Siedziba Galerii Autorskiej przy ul. Chocimskiej 5, fot. S.Wasilewski

Galeria Autorska Jana Kai  i Jacka Solińskiego – bydgoska galeria artystyczna, założona 16 czerwca 1979 roku. W latach 80. należała do nielicznych prywatnych galerii w Polsce. Pierwsza jej siedziba mieściła się przy ul. Dworcowej 98 (do 1983 roku), druga przy ul. Chocimskiej 5 (do 2007 roku), trzecia przy ulicy Pomorskiej 48 (do 2012 roku). Aktualnie mieści się ponownie przy ul. Chocimskiej 5.
W 2015 roku twórcy galerii J. Kaja i J. Soliński zostali odznaczeni odznaką honorową „Zasłużony dla Kultury Polskiej”, w 2018 roku Medal 100-lecia Odzyskania Niepodległości, w 2019 roku Brązowy Medal „Zasłużony Kulturze Gloria Artis”, a w 2023 roku Medal Kazimierza Wielkiego.

## Historia
Twórcy galerii: Jan Kaja (malarz) Jacek Soliński (grafik), swoje przedsięwzięcie określili jako pozainstytucjonalne, niezależne, otwarte, wciąż poszukujące i ewoluujące. Charakter działań galerii mieści się w formule przenikających się dziedzin: plastyki, fotografii, konceptualizmu, poezji, literatury, teatru i filozofii. Na aktualny jej wizerunek złożyły się wieloletnie doświadczenia działalności wydawniczej i ekspozycyjnej: sztuka figuratywna o przesłaniu metaforycznym, sztuka konceptualna, ekspresjonizm, malarstwo metafizyczne, poezja wizualna, sztuka poczty, książki, czy sztuka związana z szeroko rozumianym sacrum.
W pierwszym okresie działalności swoje prace wystawiali tam artyści z najbliższego otoczenia galerii. Z upływem czasu krąg prezentowanych osób stopniowo powiększał się. W ciągu 44 lat działalności Galerii Autorskiej (stan na VI 2023 roku) odbyło się ponad 1000 wystaw, działań, pokazów, instalacji, spektakli teatralnych, koncertów i spotkań. Wydawnictwo Galerii Autorskiej ma na swoim koncie ponad 300 publikacji. O Galerii Autorskiej pisali m.in.: Wojciech Banach, Leopold Buczkowski, Marceli Bacciarelli, Henryk Waniek, ks. Jan Sochoń, Jerzy Pluta, Krzysztof Kuczkowski, Piotr Siemaszko, Grzegorz Kalinowski, Krzysztof Szymoniak, ks. Franciszek Kamecki i Jarosław Jakubowski.

## Wydawnictwa Galerii Autorskiej
Przy galerii funkcjonuje wydawnictwo, publikujące druki akcydensowe i okolicznościowe, w tym katalogi wystaw. Wydawane są także książki autorskie, teksty krytyczne, eseje, tomiki poezji i prozy, albumy monograficzne, książki o tematyce filozoficznej.
| rok  | autor                                                            | tytuł oraz informacje dodatkowe                                               |
| ---- | ---------------------------------------------------------------- | ----------------------------------------------------------------------------- |
| 1979 | Jan Kaja (artysta), Jacek Soliński                               | „Notatki do kilku obrazów” (katalog 1)                                        |
| 1979 | Jan Kaja, Jacek Soliński                                         | „Malarstwo” (katalog 2)                                                       |
| 1979 | Jacek Soliński                                                   | „Malarstwo (od) – (za)” (katalog 3)                                           |
| 1979 | Leszek Przyjemski, Anastazy Wiśniewski                           | „Spotkanie na 5 godzin przed terminem” (katalog 5)                            |
| 1979 | Jacek Soliński                                                   | „Malarstwo i grafika – Wędrując (w niebo)” (katalog 6)                        |
| 1979 | Jan Kaja                                                         | „Wystawa poświęcona temu, co się nie wydarzyło” (katalog 7)                   |
| 1979 | Lech Skarżyński                                                  | „Wystawa rzeźby” (katalog 8)                                                  |
| 1979 | Jacek Soliński                                                   | „Manifest obojętny”                                                           |
| 1979 | Bogusław Michnik                                                 | „Poem’art” (katalog 12)                                                       |
| 1980 | Jan Kaja, Jacek Soliński, Bogdan Prus (artysta)                  | „Otwarcie wiosny” (katalog 13)                                                |
| 1980 | Jacek Soliński                                                   | „Malarstwo” (katalog 15)                                                      |
| 1980 | Jan Wach                                                         | „Nekrologi poetyckie”                                                         |
| 1980 | Nadratowski Wojciech                                             | „Linoryty” (katalog 16)                                                       |
| 1980 | Leszek Przyjemski, Anastazy Wiśniewski                           | „Rozmowa”                                                                     |
| 1980 | Anastazy Wiśniewski                                              | „Osiem rozmów”                                                                |
| 1980 | Janusz Kryszak                                                   | „Życiorys” (wiersze)                                                          |
| 1980 | Jan Kaja                                                         | „Wystawa o wietrze” (katalog 19)                                              |
| 1980 | Anastazy Wiśniewski                                              | „Tradycja, teraźniejszość, przyszłość” (teksty)                               |
| 1980 | Jan Kaja, Leszek Przyjemski, Jacek Soliński, Anastazy Wiśniewski | „Wesele” (rozmowy)                                                            |
| 1980 | Anastazy Wiśniewski                                              | „Dialogi-rozmowy”                                                             |
| 1980 | Anastazy Wiśniewski                                              | „Zapiski wariata” cz. 1 i cz. 2                                               |
| 1980 | Jacek Soliński                                                   | „Komora celna mowy” (katalog 20)                                              |
| 1980 | Jan Kaja, Jacek Soliński                                         | „Podróż miłosenna” (notatki prozą)                                            |
| 1980 | Leszek Przyjemski                                                | „Co wewnątrz, to na zewnątrz”                                                 |
| 1980 | Leszek Przyjemski                                                | „Pracownikodniówka”                                                           |
| 1980 | Leszek Przyjemski                                                | „Sprawozdanie z wakacji dla Jerzego Pluty”                                    |
| 1980 | Leszek Przyjemski                                                | „Scenografia do wesela” (katalog 48)                                          |
| 1980 | Leszek Przyjemski                                                | „Sprawozdanie z podróży z zagranicy – odbiorca Jerzy Pluta”                   |
| 1980 | Jacek Soliński                                                   | „Ubranie dla duszy” (proza)                                                   |
| 1980 | Anastazy Wiśniewski                                              | „Listy Ewy Sztuki do Pana Leszka” (katalog 49)                                |
| 1980 | Jacek Soliński                                                   | „Szklana głowa” (proza)                                                       |
| 1980 | Jan Wach                                                         | „Poezja wizualna”                                                             |
| 1980 | Jacek Soliński                                                   | „Świat wydmuchiwany” (proza)                                                  |
| 1981 | Krzysztof Kuczkowski                                             | „Pornografia” (wiersze)                                                       |
| 1982 | Jacek Soliński                                                   | „Wymioty” (proza)                                                             |
| 1982 | Jacek Soliński                                                   | „W sercowiejnym dnieniu” (grafiko-książka (linoryty))                         |
| 1983 | Andrzej Kostołowski                                              | „Osiołek. Dykteryjki o sztuce i krytyce”                                      |
| 1983 | Ryszard Milczewski-Bruno                                         | „Dam znać” (opracowanie – Jerzy Pluta)                                        |
| 1983 | Jacek Soliński                                                   | „Do zobaczenia” (grafiko-poemat prozą)                                        |
| 1984 | Jacek Soliński                                                   | „Odmawianie czasu przeznaczonego”, grafiko-książka (linoryty)                 |
| 1985 | Leopold Buczkowski                                               | „Na nowo i poniekąd inaczej”                                                  |
| 1985 | Jerzy Szatkowski                                                 | „Tren dla Steda” (małe prozy)                                                 |
| 1986 | Anna Maria Bauer                                                 | „Strumienność” (poemat melodramatyczny)                                       |
| 1986 | Andrzej Pańta                                                    | „Brzuchem do słońca (wiersze)                                                 |
| 1987 | Horst Bienek                                                     | „Czas po temu” (wiersze), przekład Andrzej Pańta,                             |
| 1987 | Jerzy Pluta                                                      | „Melancholijka polonaise (wyznania człowieka marginesowego)”                  |
| 1988 | Henryk Waniek                                                    | „Przestrzeń” (eseje)                                                          |
| 1988 | Krzysztof Kuczkowski                                             | „Ciało, cień” (wiersze)                                                       |
| 1993 | Jacek Soliński                                                   | „Wejście do ciszy” (linoryty)                                                 |
| 1995 | Bogdan Chmielewski,                                              | „Rok Polski”                                                                  |
| 1997 | ks. Antoni Siemianowski                                          | „Sumienie” (studium fenomenologiczne)                                         |
| 1998 | Andrzej Grzyb                                                    | „Szare kamyki” (wiersze i małe prozy)                                         |
| 1998 | ks. Antoni Siemianowski                                          | „Zrozumieć miłość” (fenomenologia i metafizyka miłości)                       |
| 2000 | Wojciech Gawłowski (wiersze), Jan Kaja (obrazy)                  | „Zapach gasnącej świecy”                                                      |
| 2000 | Jacek Soliński                                                   | „Przechodnie i aniołowie” (linoryty i obrazy)                                 |
| 2001 | Wojciech Banach                                                  | „Czas odnaleziony. Bydgoszcz na dawnej pocztówce 1894-1945”                   |
| 2002 | Kazimierz Jułga                                                  | „Tędy chodzą chmury. Wiersze, fotografie, obrazy, rysunki”                    |
| 2003 | Leon Romanow                                                     | „Światło i równowaga. Malarstwo i rysunek”                                    |
| 2004 | Galeria Autorska Jana Kai i Jacka Solińskiego                    | „Chwile obecności. Galeria Autorska Jana Kai i Jacka Solińskiego 1979 – 2004” |
| 2005 | Irena Kużdowicz                                                  | „Pora życia, malarstwo i rysunek”                                             |
| 2005 | Jan Wach                                                         | „Miłość bierze się z gry światła” (wiersze)                                   |
| 2005 | Krzysztof Grzechowiak                                            | „Regalia” (wiersze)                                                           |
| 2005 | Wojciech Maria Zalewski                                          | „Religia w służbie życia. Eseje humanistyczne”                                |
| 2005 | Kazimierz Drejas                                                 | „Dwoistość i jedność, malarstwo i rysunek”                                    |
| 2006 | ks. Franciszek Kamecki                                           | „Podsłuchiwanie siebie” (wiersze)                                             |
| 2006 | Krzysztof Szymoniak                                              | „Wszędzie, skąd wracałem” (wiersze)                                           |
| 2006 | Bronisław Zygfryd Nowicki                                        | „Motyw przemijania, grafika, rysunek”                                         |
| 2006 | Jerzy Riegiel                                                    | „Bydgoszcz minionego wieku, brom, izohelia, solaryzacja”                      |
| 2007 | Krzysztof Soliński                                               | „Jeżeli” (proza)                                                              |
| 2007 | Krzysztof Cander                                                 | „Rytm świata, malarstwo, rysunek”                                             |
| 2008 | Zdzisław Pruss                                                   | „Szczygieł z New Jersey” (wiersze)                                            |
| 2008 | Kazimierz Jułga                                                  | „Odczytywanie natury. Poezja, malarstwo i rysunek, fotografia”                |
| 2009 | Wojciech Banach                                                  | „Nie tylko Aniołowie” (poezja)                                                |
| 2009 | ks. Witold Broniewski, ks. Franciszek Kamecki                    | „W drodze do Betlejem”                                                        |
| 2009 | Grzegorz Kalinowski                                              | "Tylko biel" (proza)                                                          |
| 2009 | Paweł Szydeł                                                     | „Niewielki wybór” (wiersze)                                                   |
| 2009 | ks. Jan Sochoń                                                   | „Uspokój się” (wiersze)                                                       |
| 2009 | Galeria Autorska Jana Kai i Jacka Solińskiego                    | „Stan rezonansu. Galeria Autorska Jana Kai i Jack Solińskiego 1997-2009”      |
| 2011 | Jerzy Riegel                                                     | „Bydgoszcz Jerzego Riegla i poetów, brom, izohelia, solaryzacja”              |
| 2011 | Robert Mielhorski                                                | „Poszczególność” (wiersze – dramat – w przekładzie)                           |
| 2011 | Jan Kaja                                                         | „Od początku – obrazy”                                                        |
| 2012 | Wojciech Banach                                                  | "Rondo Bydgoszcz" (poezja)                                                    |
| 2014 | Wojciech Banach                                                  | „Czas przestawienia” (poezja)                                                 |
| 2015 | Jarosław Jakubowski                                              | „Światło w lesie – wybór poezji”                                              |
| 2015 | Georg Trakl                                                      | „Helian i inne wiersze” (przekład Wiesław Trzeciakowski)                      |
| 2015 | Maciej Krzyżan                                                   | „Poezja (nie)hermetyczna i podobne rytmy, czyli idąc dalej” (wiersze)         |
| 2015 | Grzegorz J. Grzmot-Bilski                                        | "Przebóstwienie" wybór wierszy                                                |
| 2015 | Marek Ristau                                                     | "Poradnik wiary, która zwycięża"                                              |
| 2016 | Bartłomiej Siwiec                                                | "Przypadek Pana Paradoksa"                                                    |
| 2016 | Krzysztof Derdowski                                              | "Plac Wolności"                                                               |
| 2016 | Jacek Soliński                                                   | „Obywatele świata” (fotografie)                                               |
| 2017 | Wojciech Banach                                                  | „Modlitwy przerywane” (poezja)                                                |
| 2017 | Wojciech Nadratowski                                             | „Retrospekcje bydgoskie” (zbiór pocztówek z obrazami)                         |
| 2017 | Jacek Soliński                                                   | „Katechizm żebraczy”, fotografie (zbiór pocztówek)                            |
| 2017 | Jarosław Mikołajewicz                                            | „odnalezione fragmenty”                                                       |
| 2017 | Maciej Krzyżan                                                   | „Tęsknota”, wybór wierszy                                                     |
| 2017 | Wojciech Banach                                                  | "Śmierciochron" (wiersze); Jacek Soliński (linoryty)                          |
| 2017 | Wojciech Nadratowski                                             | „Rozbieżność odległości” (obrazy)                                             |
| 2017 | Kazimierz Drejas                                                 | „Monodram Dwupostaciowy” (obrazy)                                             |
| 2017 | Władysław Frydrych                                               | „Z dwóch stron” (obrazy)                                                      |
| 2017 | Jacek Soliński                                                   | „Dzień, jak tchnienie wiatru” (linoryty – zbiór pocztówek),                   |
| 2017 | Jan Kaja                                                         | „Człowiek jest jak trawa” (obrazy – zbiór pocztówek)                          |
| 2017 | Wiesław Trzeciakowski                                            | "Cały mój człowiek" (wybór wierszy)                                           |
| 2018 | Mieczysław Franaszek                                             | „Trzy podróże” (zbiór pocztówek z fotografiami)                               |
| 2018 | Wojciech Banach                                                  | „Pąki i strzępy” (wiersze)                                                    |
| 2018 | Jacek Soliński                                                   | „Wszyscy bywamy żebrakami” (fotografie – zbiór pocztówek)                     |
| 2018 | Wojciech Nadratowski                                             | „Koszule” (obrazy)                                                            |
| 2018 | Wojciech Banach                                                  | "Plac Piastowski"                                                             |
| 2018 | Erik Jönsson Dahlbergh                                           | „Ryciny z kolekcji Pawła Łukowicza”                                           |
| 2018 | Andrzej Piechocki                                                | "Obywatel Jan P." (biografia)                                                 |
| 2018 | Grzegorz Kalinowski                                              | „Ciemne wody” (opowiadania)                                                   |
| 2019 | Jan Sochoń                                                       | „Modlitwa do ciszy” (wybór wierszy)                                           |
| 2019 | Krzysztof Sochoń                                                 | "Boski poranek" (wiersze)                                                     |
| 2019 | Wiesław Trzeciakowski                                            | "Życie wieczne" (powieść)                                                     |
| 2019 | Grzegorz Jerzy Grzmot-Bilski                                     | "Sprzedawca kawy" (wiersze)                                                   |
| 2019 | Robert Mielhorski                                                | „Wiersze 1992-2018”                                                           |
| 2019 | Jacek Soliński                                                   | „Urzeczywistnienie” (linoryty – zbiór pocztówek)                              |
| 2019 | Jan Kaja                                                         | „Widziani z bliska” (obrazy – zbiór pocztówek)                                |
| 2020 | Bartłomiej Siwiec                                                | "Starsza pani poezja" (wiersze)                                               |
| 2020 | Jan Wach                                                         | „Jesion runął dokładnie jak chciałem” (wiersze)                               |
| 2020 | Wiesław Trzeciakowski                                            | "Śladami Novalisa"                                                            |
| 2020 | Jan Sochoń                                                       | "Krzew winny" (wiersze)                                                       |
| 2020 | Marek Ristau                                                     | "Z Jezusem będziesz szczęśliwy"                                               |
| 2021 | Grzegorz Jerzy Grzmot-Bilski                                     | "Niebieski argonauta" (wiersze)                                               |
| 2021 | Małgorzata Grajewska                                             | "Obecność, prawie czułość" (wiersze)                                          |
| 2021 | Jan Kasper                                                       | „Listy z własnego czasu” (wiersze)                                            |
| 2021 | Marek Kazimierz Siwiec                                           | „Przyjaźń” (wiersze)                                                          |
| 2021 | Kazimierz Drejas                                                 | „Dwupostaciowy monodram” (obrazy, zbiór pocztówek)                            |
| 2021 | Irena Kużdowicz                                                  | „Już dnieje” (obrazy, zbiór pocztówek)                                        |
| 2021 | Wojciech Nadratowski                                             | „Koszule” (obrazy, zbiór pocztówek)                                           |
| 2022 | Krzysztof Grzechowiak                                            | "Zaległe terminy" (wiersze)                                                   |
| 2022 | Jerzy Fryckowski                                                 | „Zalustrze” (wiersze)                                                         |
| 2022 | Grzegorz Kalinowski                                              | „jak we śnie”                                                                 |
| 2022 | Zdzisław Pruss                                                   | „Wspólny mianownik, wiersze wczesne i późne”                                  |
| 2023 | Wojciech Maria Zalewski                                          | „PODZIW jako fundament religii”                                               |
| 2023 | Andrzej Piechocki                                                | „Tańczące flamingi”                                                           |

## Nagroda Galernik Sztuki
Od 2019 roku twórczy Galerii Autorskiej przyznają nagrodę artystyczną „Galernik Sztuki”.

## Informacje dodatkowe
Twórczość autorów galerii była eksponowana w różnych ośrodkach kraju, m.in. w Bydgoszczy, Lublinie, Warszawie, Krakowie, Gdańsku, Sopocie, Toruniu, Wrocławiu i Łodzi oraz za granicą w: Rzymie, Paryżu, Tokio, Edynburgu (trzykrotnie: 2015, 2016, 2017), Pradze, Beroun i Krakovcu. Od 2014 roku założyciele galerii współpracują z polonijnym stowarzyszeniem Salon Kultury Polskiej, działającym w Edynburgu, przygotowując cykliczne wystawy malarstwa i prezentacje monodramów dla szkockiej Polonii. Aktywność artystyczna twórców galerii na terenie Wielkiej Brytanii połączona jest z akcentami patriotycznymi, mającymi na celu upamiętnianie polskich lotników walczących w barwach RAF-u podczas II wojny światowej. W 2018 r., w ramach obchodów 100-lecia Niepodległości Polski, w Galerii Autorskiej odbywały się wydarzenie realizowane w ramach ogólnopolskiego projektu obchodów rocznicy. W 2023 roku z okazji 677-lecia Bydgoszczy twórcy Galerii Autorskiej zostali uhonorowani Medalem Kazimierza Wielkiego.